# Орден «Зірка Румунії»
Орден Зірки Народної Республіки Румунія (рум. Ordinul «Steaua Republicii Populare Romone») — вища державна нагорода Народної Республіки Румунія.

## Історія
Орден було засновано в 1948 році Декретом № 40 в 5 ступенях.
Був вищою нагородою загального характеру і вручався за особливі заслуги, досягнуті в суспільному і політичному житті, спрямовані на розвиток соціалістичного ладу, збереження свобод і національної незалежності.
З 1966 року нетривалий час практикувалося нагородження Орденами Зірки Румунії Першого ступеня. і Тудора Владіміреську Першого ступеня на плечових стрічках, а також на шийних стрічках для дипломатів.
При нагородження орденом вручалася грошова премія:
1 ст. — 3500 лей;
2 ст. — 3000 лей;
3 ст. — 2500 лей;
4 ст. — 1500 лей;
5 ст. — 1000 лей.
У 1964 і 1966 роках у статут ордена вносилися зміни.
Знаки ордена виготовлялися на Румунському монетному дворі в Бухаресті.

## Опис знака
Існувало три типи знака ордена.

### Перший тип
Знак першого типу — золота п'ятипроменева зірка червоної емалі із золотою облямівкою, накладена на гранованих золоту перевернуту п'ятипроменеву зірку. У центрі у золотому лавровому вінку напис в три рядки: «30 DECEMBRIE 1947».
Друга ступеня виготовлялася з срібла.
Третя ступінь виготовлялася з срібла. Знак меншого розміру підвішувався на п'ятикутну колодку. У центрі зірки позолочена монограма «RPR».
Четверта ступінь — монограма виконана сріблення.
П'ята ступінь — бронзовий знак з емаллю на п'ятикутною колодці.

### Другий тип
Знак ордена другого типу виготовлявся в залежності від ступеня і соціального стану нагороджуваного із золота, срібла, або недорогоцінних металів.
Вдавав із себе десятіконечную зірку формовану п'ятикутниками більшого і меншого розміру. Промені зірок формуються з п'яти малих променів. Центральний медальйон несе на собі державний герб Румунії на емалі червоного кольору в оточенні лаврового вінка з абревіатурою «RPR» у верху.
Знак Першого ступеня виготовлявся із золота або жовтого металу, прикрашався діамантами (фіанітів) за найдовшим променям зірки і по каймі навколо центрального медальйона.
Знак Другого ступеня виготовлявся із золота або жовтого металу, прикрашався діамантами (фіанітів) по каймі навколо центрального медальйона.
Знак Третьої ступеня виготовлявся зі срібла або білого металу, прикрашався діамантами (фіанітів) по каймі навколо центрального медальйона. Лавровий вінок з жовтого металу.
Знак Четвертої ступеня виготовлявся зі срібла або білого металу. Герб в центральному медальйоні поміщений на емаль синього кольору.
Знак п'ятого ступеня виготовляється з білого металу.

### Третій тип
Знаки третього типу повторювали другий, але без абревіатур
|           |           |           |           |           |
|           |           |           |           |           |
| 1 ступеня | 2 ступеня | 3 ступеня | 4 ступеня | 5 ступеня |